# Lonsdale (Minnesota)
Lonsdale è una città degli Stati Uniti d'America, situata nel  Minnesota meridionale, nella contea di Rice.